# Laxou
Laxou é uma comuna francesa na região administrativa de Grande Leste, no departamento de Meurthe-et-Moselle. Estende-se por uma área de 15,94 km². Em 2010 a comuna tinha 14 495 habitantes (densidade: 909,3 hab./km²).